# Santo Stino di Livenza
Santo Stino di Livenza (velenceiül San Stin) település Olaszországban, Veneto régióban, Velence megyében. Lakosainak száma 12 655 fő (2023. január 1.). Santo Stino di Livenza Annone Veneto, Caorle, Cessalto, Concordia Sagittaria, Eraclea, Motta di Livenza, Portogruaro, Torre di Mosto és Ceggia községekkel határos.

## Népesség
A település népességének változása:
| Lakosok száma | 12 863 | 12 855 | 12 655 |
|               | 2017   | 2018   | 2023   |